# 唐海县
唐海县是中国河北省唐山市已撤销的一个县。撤销前的唐海县总面积为725平方公里，2003年人口为14万人。

## 沿革

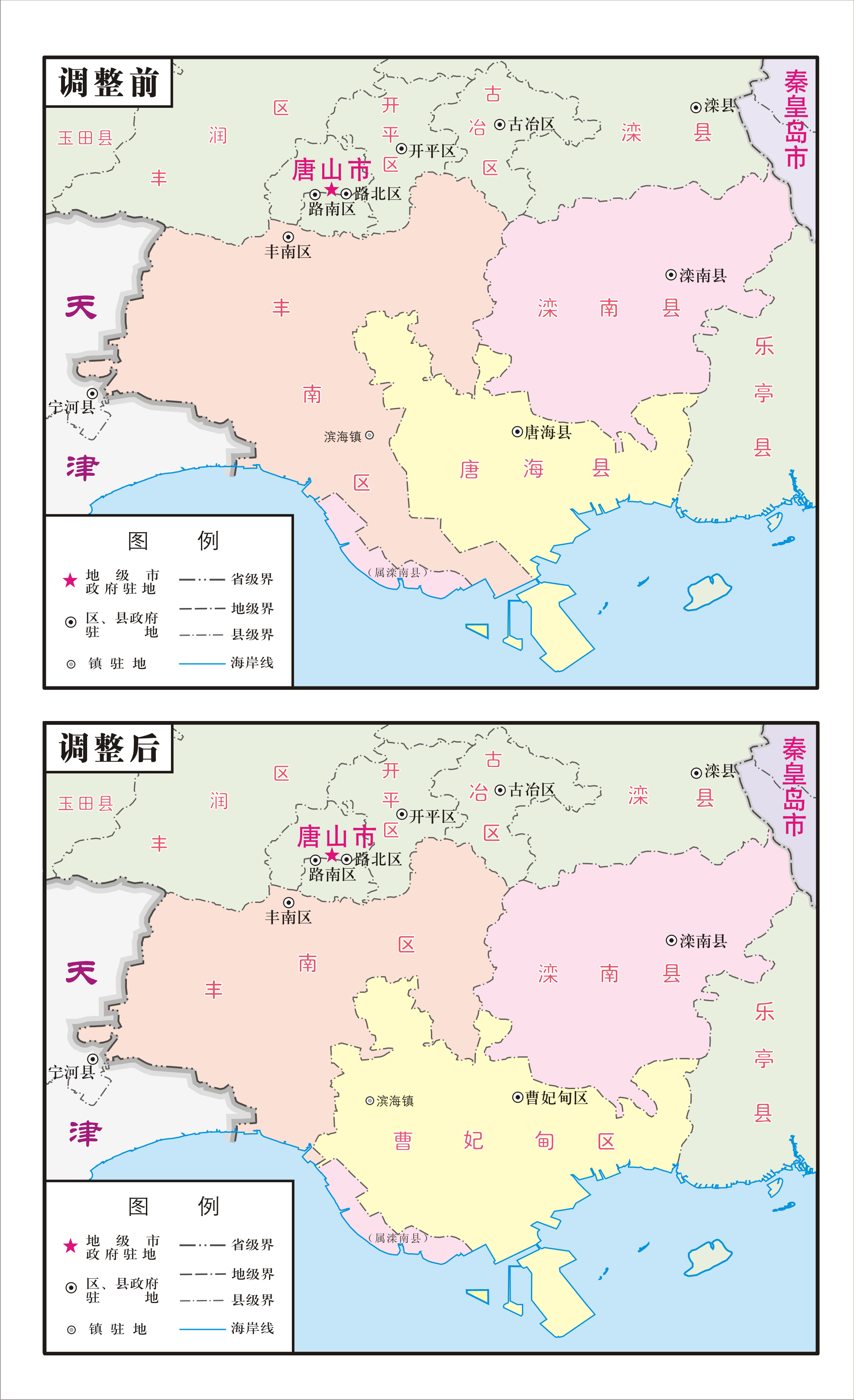
唐海县撤销前后行政区划对比

原为1941年日伪当局在滦县沿海滩涂建立“华北垦业股份有限公司滦县农场”。抗战胜利后被解放区接收，先后称冀热辽第十七专署解放农场、冀东第十七专署解放农场、冀东区第十三专署解放农场、滦南县解放农场。1949年7月华北人民政府农业部津沽区农垦管理局柏各庄农场。1949年11月中央农业部渤海区农垦管理局柏各庄农场。1951年7月农业部渤海区农垦管理局柏各庄合作农场。1953年1月河北省柏各庄合作农场。1954年2月，柏各庄机械农场。1956年1月国营柏各庄农场。1958年9月23日原属滦县、丰润县部分行政村划入农场。
1959年10月21日柏各庄农场改为唐山市柏各庄区。1961年6月7日撤销唐山市柏各庄区，恢复国营柏各庄农场，受唐山专署和丰南县双重领导。1962年8月改为河北省农垦局领导。1968年6月18日柏各庄农场改为柏各庄农垦区，行使县一级权力。1982年9月22日，国务院以国函字211号文设立唐海县，以原柏各庄农垦区为唐海县的行政区域，县人民政府驻西南庄（柏各庄农垦区总场驻地），由唐山地区行政公署领导。柏各庄农垦区建立“河北省垦丰农工商联合公司”，与柏各庄农垦区实行一套人马，挂两块牌子。1983年12月1日唐海县正式设立。
2012年7月11日，国务院发出《关于同意河北省调整唐山市部分行政区划的批复》（国函〔2012〕85号）：同意撤销唐海县，设立唐山市曹妃甸区，将唐山市丰南区滨海镇划归曹妃甸区管辖。以原唐海县和丰南区滨海镇的行政区域为曹妃甸区的行政区域。，设立曹妃甸区。

## 行政区划
唐海县辖1个镇、12个场。
唐海镇、滨海镇、柳赞镇、一农场、三农场、四农场、五农场、六农场、七农场、八农场、九农场、十农场、十一农场、八里滩养殖场、十里海养殖场、南堡经济开发区和曹妃甸工业区。

## 交通
- 228国道过境。